# 春之雪
《春之雪》（日語：春の雪），2005年10月29日於日本全國的東寶外國電影系劇場公映的電影。同時是第10屆韓國釜山國際電影節、第18屆東京國際電影節特別招待作品。導演是行定勳。日本票房收入12.7億日圓。
原作是三島由紀夫的小說《豐饒之海》四部作中的第一部作品。此系列作曾在1965年至1967年期間於月刊雜誌「新潮」中連載發表。

## 故事
兩個在童年時代已經是朋友的人，侯爵家的兒子松枝清顯與伯爵家的女兒綾倉聰子。自從某一天開始，聰子愛上了清顯並達到思戀他的程度。然而卻只能以笨拙的愛的表示來傳遞自己的想法。
在一個冬天早上，他們倆乘馬車看雪景去。在安靜地飄揚的雪下，初次能純真地面對面的清顯與聰子，在都沒有避開對方的情況下自然地接吻了。
但在那個時候，在綾倉家中，宮家的王子洞院宮治典王與聰子的婚姻提案正被推展中。對快要沒落的綾倉家來說，跟宮家的婚姻提案，是絕無僅有、能令家名復興的大好機會。聰子拼命地去確認清顯對自己的感情，但清顯卻在這個時候，以某些自相矛盾的理由推卻甚至中斷與聰子的聯繫。最後，失望的聰子只好接納婚姻提案了。
於是聰子的婚姻很快就被決定下來了，然而與宮家的婚約卻無法被取消。當知道聰子已經不再屬於自己的時候，清顯才首次察覺到他對聰子的愛到底有多深。對聰子的思念就如大壩決堤般泛濫。他希望能重新得到聰子的愛。一度想放棄對清顯的想念的聰子，漸漸地接受了他的愛，兩人並且愛得非常轟烈。然而，這是不能被饒恕的「禁斷之愛」。兩人只好在避開其他人的注意後不斷地密會，也無法共享快樂的時光。
自此，清顯與聰子的悲劇故事可說是揭開序幕了，而「某件事件」則正在靠近中......

## 演員
- 松枝清顯：妻夫木聰（年幼時期：小堀陽貴）
- 綾倉聰子：竹內結子（年幼時期：志田未來）
- 本多繁邦：高岡蒼佑
- 洞院宮治典王：及川光博
- 洞院宮治久王殿下：山本圭
- 洞院宮妃殿下：高畑淳子
- 洞院宮家勤務：中原丈雄
- 松枝侯爵：榎木孝明
- 松枝侯爵夫人：真野響子
- 松枝清顯的祖母：岸田今日子
- 松枝家管家，山田：田口智朗
- 綾倉伊文伯爵：石丸謙二郎
- 綾倉伯爵夫人：宮崎美子
- 綾倉家侍女，蓼科：大楠道代
- 北崎玲吉：石橋蓮司
- 月修寺門跡：若尾文子

## 製作人員
- 導演：行定勳
- 原作：三島由紀夫「春之雪」（豐饒之海・第1卷）新潮文庫
- 編劇：伊藤千尋、佐藤信介
- 策劃：藤井浩明、三島威一郎
- 監製：市川南、臼井裕詞、春名慶、甘木盛男
- 攝影：李屏賓
- 美術：山口修
- 音樂：岩代太郎
- 音響效果：齋藤昌利
- 製作攝製：東寶映畫
- 製作：「春之雪」製作委員會、富山省吾

、東寶、富士電視台、Horipro、S.D.P、情報堂DY Media Partners
- 發行：東寶

## 主題曲
- 宇多田光「Be My Last」（東芝EMI）

## 得獎

### 好評項目
- 第29回日本電影金像獎
  - 優秀主演男演員賞：妻夫木聰
  - 優秀主演女演員賞：竹內結子
  - 優秀助演女演員賞：大楠道代
  - 優秀音樂賞：岩代太郎
  - 優秀攝影賞：李屏賓
  - 優秀照明賞：中村祐樹
  - 優秀美術賞：山口修
  - 優秀錄影賞：伊藤裕規
  - 優秀編輯賞：今井剛

### 劣評項目
- 2005年度第6位

## 評價
- 上映時以「純愛爆發」作招徠，而發行公司也推出以「純愛、悲戀的人」為中心的廣告。
- 然而，行定導演認為用「並非令人哭泣的電影」能非常好的來形容此作品，因此期待會「哭泣」的觀眾卻會「不能把這種感情帶出來」，而且可能因而會在電影還在播放途中就離席了。
- 另一方面，也有來自熟悉三島由紀夫的原作的人的意見，他們對電影的「評價」是無法成為「哭泣的電影」。
- 此電影打從開始時，就沒有考慮為原作的第2卷及以後製作續集，而是自己為「春之雪」給出一個結局來。本來「春之雪」是「豐饒之海」的第一部份的作品，與跟着的第二部「奔馬」、第三部「曉之寺」及最終部「天人五衰」都是由細緻的伏線緊牽在一起的作品。因此把原作的伏線切斷並如此製作一個獨立的作品，令人感到不合理及產生了一種不調和的感覺。
- 具體的情況是，在原作小說中登場的飯沼茂之，在此電影中卻在登場後沒有留下來，而在第二部「奔馬」中「對劍道抱嫌惡的觀念」這個關於本多繁邦對劍道的看法的一點，但清顯所寫的「夢日記」的內容並沒有暗示這類將來在清顯死了以後會發生的事情，「伏線的切斷」就因此而起了。
- 繼午餐女王後，妻夫木聰與竹內結子再次合作演出。

## 外部連結
- 「春之雪」官方網站 （页面存档备份，存于） （日語）
- 電影「春之雪」博客 （页面存档备份，存于） （日語）